# 너를 보내고

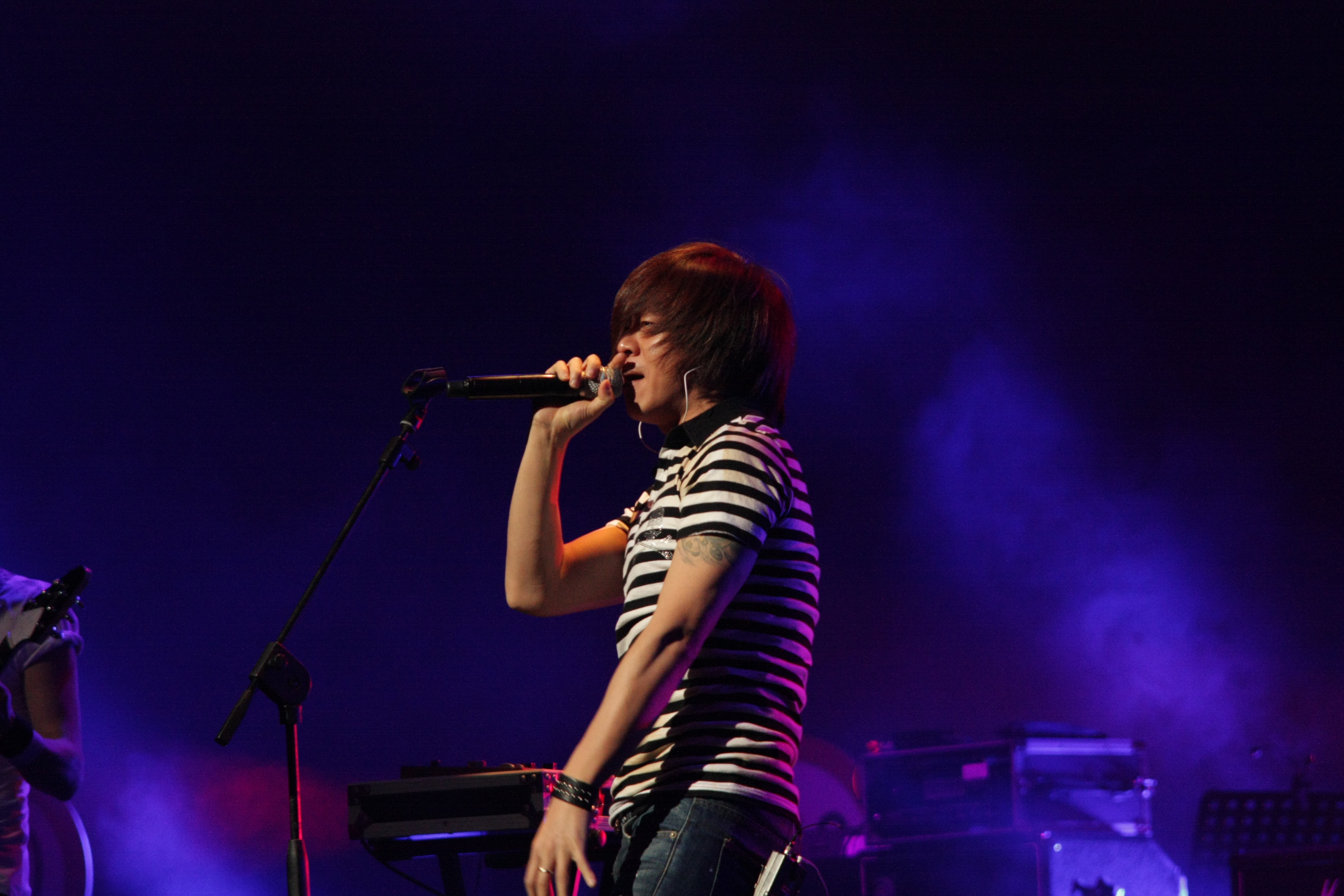
윤도현 밴드

너를 보내고는 YB의 노래이다. 사별을 한 친구에 대한 그리움을 우회적으로 아름답게 표현하였다.
대한민국의 음악 전문 채널 엠넷의 음악 프로그램에서 불러서 큰 화제가 되기도 하였다.

## 가사
구름 낀 하늘은 왠지 니가 살고 있는
나라일 것 같아서
창문들마저도 닫지 못하고
하루종일 서성이며 있었지
삶의 작은 문턱조차 쉽사리 넘지 못했던
너에게 나는 무슨 말이 하고파서였을까
먼 산 언저리마다 너를 남기고 돌아서는
내게 시간은 그만 놓아주라는데
난 왜 너 닮은 목소리마저 가슴에 품고도
같이 가자 하지 못했나
길 잃은 작은 새 한 마리가
하늘 향해 그리움 외칠 때
같이 놀던 어린 나무 한 그루
혼자 남게 되는 게 싫었지
해 져 가는 넓은 들판 위에서 차가운 바람 불어도
들려오던 노래 내 곁에 없었지
먼 산 언저리마다 너를 남기고 돌아서는
내게 시간은 그만 놓아주라는데
난 왜 너 닮은 목소리마저 가슴에 품고도
같이 가자 하지 못했나
먼 산 언저리마다 너를 남기고 돌아서는
내게 시간은 그만 놓아주라는데
난 왜 너 닮은 목소리마저 가슴에 품고도
같이 가자 하지 못했나

## 같이 보기
- 잊을게
- 사랑했나봐 (노래)